# Szewce (stacja kolejowa)
Szewce – przystanek kolejowy, niegdyś stacja kolejowa w woj. dolnośląskim, w pobliżu miejscowości Szewce. Na przystanku zatrzymują się jedynie pociągi osobowe.

## Ruch pasażerski
| Rok  | Wymiana pasażerska na dobę |
| ---- | -------------------------- |
| 2017 | 200-299                    |
| 2022 | 300-499                    |